# Skrzydłokwiat Wallisa
Skrzydłokwiat Wallisa, skrzydłolist Wallisa (Spathiphyllum wallisii Regel) – gatunek roślin z rodzaju skrzydłokwiat, z rodziny obrazkowatych, występujący w Kolumbii i Wenezueli, introdukowany w Hondurasie i Portoryko. Gatunek został nazwany na cześć Gustava Wallisa, niemieckiego kolekcjonera roślin, żyjącego w XIX wieku. Choć roślina ta jest rzadka, pochodzące od niej kultywary są jedną z najpopularniejszych roślin pokojowych.

## Morfologia
Łodyga zredukowana, wzniesiona. Ogonki liściowe o długości od 12 do 20 cm, kolankowate wierzchołkowo, tworzące pochwę liściową. Blaszki liściowe podłużno-lancetowate, o wymiarach 15–24×4–6 cm, zaokrąglonej nasadzie, zaostrzonym wierzchołku i mniej więcej kędzierzawo-karbowanych brzegach. Roślina tworzy pojedynczy kwiatostan typu kolbiastego pseudancjum, który wyrasta na pędzie kwiatostanowym o długości około 25–30 cm. Pochwa kwiatostanu biała, po przekwitnięciu zieleniejąca, podłużno-eliptyczna, o długości około 14 cm i szerokości około 4,5 cm, u nasady zaokrąglona i zrośnięta z pędem kwiatostanowym, wierzchołkowo długo zaostrzona. Kolba cylindryczna, o długości około 3 cm. Kwiaty obupłciowe.

## Biologia i ekologia
Skrzydłokwiat Wallisa jest wieloletnią, wiecznie zieloną, naziemnopączkową rośliną zielną, zasiedlającą wilgotne lasy równikowe. Cała roślina jest trująca. Po spożyciu wywołuje pieczenie i stan zapalny śluzówki jamy ustnej oraz zaburzenia rytmu serca.

## Uprawa
W uprawie nie spotyka się przedstawicieli gatunku, lecz pochodzące od niego kultywary: 'Clevelandii' (o węższych i dłuższych blaszkach liściowych) i 'Mauna Loa' (o szerszych blaszkach liściowych). Rośliny te powinny być uprawiane w żyznym, przepuszczalnym i wilgotnym podłożu, na stanowiskach częściowo zacienionych (choć tolerują całkowite zacienienie). Wymagają relatywnie wysokiej temperatury, zimą nie niższej niż 18 °C. Rośliny te charakteryzują się wysoką zdolnością absorpcji zanieczyszczeń powietrza, przede wszystkim alkoholi, aldehydów, benzenu i formaldehydu. Roślina może być wykorzystywana do uprawy hydroponicznej.